# Давид Паділья
Давид Паділья Арансібіа (ісп. David Padilla Arancibia; 13 серпня 1927, Сукре — 25 вересня 2016, Ла-Пас) — болівійський політичний та військовий діяч. Генерал, президент країни у 1978–1979 роках. Намагався покінчити з багаторічним військовим правлінням та провів загальні вибори, щоб передати владу законно обраному президенту й Конгресу.

## Біографія
Давид Паділья народився в місті Сукре, департамент Чукісака, офіційній столиці Болівії, в родині Роберто Падільї, представника середнього класу. 1948 року в званні лейтенанта закінчив Військовий коледж у Ла-Пасі, проходив спеціалізацію в Школі збройних сил, стажувався на курсах головного командування й курсах передових військових досліджень. Проходив навчання за кордоном у школі «USARCARIB» (США) в Зоні Панамського каналу та у Вищій військовій школі в Аргентині. За часів правління президента Гуго Бансера командував дивізією. 24 липня 1978 року, коли новий президент дивізіонний генерал Хуан Переда цілком замінив командування армією, Давид Паділья був призначений командувачем сухопутними військами. Він не схвалив маневри президента Переди, який відкладав проведення загальних виборів на партійній основі. У ніч на 24 листопада 1978 року генерал Давид Паділья віддав наказ сухопутним військам узяти під контроль столицю країни Ла-Пас і захопив владу. Це був 187 державний переворот в історії Болівії.

### Діяльність уряду Давида Падільї
24 листопада 1978 року Давид Паділья Арансібіа став президентом і головою Військової урядової хунти (ісп. H. JUNTA MILITAR DE GOBIERNO). В Ла-Пасі було опубліковано комюніке військового командування за підписом Падільї, в якому було заявлено, що Конституція 1967 року залишається чинною та що загальні вибори відбудуться у першу неділю травня 1979 року, а обраний на них президент вступить на посаду в серпні того ж року. Паділья оголосив склад нового уряду та привів його до присяги в Ла-Пасі. До складу кабінету увійшли 13 представників збройних сил та одна цивільна особа — міністр закордонних справ Рауль Ботело Гонсалвес. Пост міністра фінансів залишився вакантним. Паділья та військове угрупування, що його підтримало, пообіцяли провести демократизацію внутрішньополітичного життя. Вони заявили, що армія має розчистити шлях для повернення до демократії, а потім відійти від політичного керівництва країною. На початку грудня в квартирі генерала стався сильний вибух, в результаті якого загинула дочка президента. 10 грудня за умов напруженої обстановки в Ла-Пасі було оприлюднено офіційне комюніке міністерства внутрішніх справ про розкриття антиурядової змови з метою завадити відновленню конституційного ладу. В організації змови звинувачені підприємці, об'єднані в Національну федерацію приватних власників, а також Цивільний комітет департаменту Кочабамба. Міністр внутрішніх справ Рауль Лопес Лейтон заявив, що влада добре знає наміри змовників і уряд Падільї твердо додержується обіцянки провести вибори.
Президент не намагався проводити в Болівії серйозних перетворень, а вбачав свою задачу в забезпеченні порядку в країні та проведенні виборів. За нього також було створено Національну службу охорони здоров'я (ісп. Servicio Nacional de Salud), почала працювати наземна станція супутникового зв'язку в Тіванаку. Давид Паділья відновив автономію університетів та скасував закон про університети, прийнятий за Гуго Бансера. Декретом № 16106 від 12 січня він дозволив вільне ввезення до країни навчальної та наукової літератури, скасувавши колишні обмеження.
У період діяльності уряду генерала Давида Падільї була створена Єдина профспілкова федерація сільських працівників (ісп. Confederación Sindical Única de Trabajadores Campesinos,  CSUTCB). 5 квітня декретом № 16359 Паділья заснував Болівійську фабрику боєприпасів «F.B.M.» держкорпорації «COFADENA» (ісп. Fábrica Boliviana de Munición Cofadena, F.B.M.) за участі Франції.
14 лютого 1979 року виповнювалось 100 років з того моменту, коли чилійська армія захопила місто Антофаґасту і країна, втягнута до Тихоокеанської війни, втратила вихід до моря. У зв'язку з цим було проведено громадські заходи, і Давид Паділья вжив заходів з переоснащення річкових суден ВМС та укомплектування їх екіпажів.
У березні, з метою попередження нового військового перевороту, були відправлені у відставку та звільнені з армії Гуго Бансер та п'ять інших генералів, які займали високі пости за часів його правління. 1 квітня Давид Паділья виступив зі зверненням до нації та засудив опір деяких політичних та армійських кіл процесу демократизації. Він заявив, що уряд не допустить нової диктатури. 10 — 12 травня Давид Паділья провів реорганізацію уряду у зв'язку з виборами.

### Економіка Болівії за часів правління Давида Падільї
У період правління Падільї економічне положення Болівії продовжувало залишатись важким. Падіння світових цін на корисні копалини особливо важко позначилось на державному секторі, який давав 30 % валового національного продукту. Сільське господарство, в якому було зайнято близько 65 % активного населення, все ще не могло забезпечити країну продукцією, та Болівія імпортувала понад 50 % продовольства й сировини за рахунок продажу корисних копалин. Дефіцит торгового балансу на кінець 1978 року склав 130.8 млн доларів, дефіцит платіжного балансу сягнув 398 млн доларів, зовнішній борг оцінювався близько 3 млрд доларів. Прагнучи вийти з сировинної залежності, уряд Падільї підписав контракт на будівництво заводу з виплавки олова та срібла в Карачіпампі (Karachipampa). Однак при цьому не було зроблено необхідного економічного обґрунтування, і підприємство фактично не працює дотепер.

### Зовнішня політика
У березні-квітні міністр закордонних справ Ботело Гонсалес здійснив поїздки до Аргентини, Перу та Уругваю. У червні 1979 року Болівія разом з іншими країнами Андського пакту виступила із засудженням режиму Анастасіо Сомоси в Нікарагуа та офіційно визнала Сандиністський фронт національного визволення, а потім і тимчасовий демократичний уряд національного визволення Нікарагуа на чолі з Віолетою Барріос де Чаморро, з яким установила дипломатичні відносини.

### Вибори 1 липня 1979 року
Уряд Давида Падільї не став приймати новий виборчий закон і проводив вибори на підставі прийнятих за Гуго Бансера декретів № 15237 від 10 січня 1978 про Національний виборчий трибунал і № 15 363 від 21 травня 1978 року про виборчі округи.
Національний виборчий трибунал зареєстрував 8 блоків, які висунули своїх кандидатів на пост президента й віце-президента, 208 кандидатів на 27 місць в сенаті та 1170 кандидатів на 117 місць у палаті представників Конгресу:
- 1. Альянс Націоналістичного революційного руху (ісп. Alianza del Movimiento Nacionalista Revolucionario, ADNR)) — Віктор Пас Естенсоро;
- 2. Фронт демократичної народної єдності (ісп. Union Democratica Popular, UDP)) — Ернан Сілес Суасо;
- 3. Демократична націоналістична дія (ісп. Accion Democratica Nacionalista, ADN)) — Гуго Бансер;
- 4. Партія болівійської єдності (ісп. Partido de la Union Boiviana, PUB) — колишній карабінер Вальдо Гонсалес Вальда (Waldo González Valda);
- 5. Блок «VO» Рікардо Катойри — Рікардо Катойра (Ricardo Catoira);
- 6. Народний альянс за національну інтеграцію (ісп. Alianza Popular de Integracion Nacional) — генерал Рене Берналь Ескаланте (René Bernal Escalante);
- 7. Соціалістична партія (Partido Socialista, PSI) — Марсело Кірога Санта-Крус;
- 8. Індіанський рух Тупака Катарі (ісп. Movimiento Indio Tupac Katari, MITKA) — Лучано Тапіа (Luciano Tapia), селянський лідер[13].

1 липня відбулись загальні вибори, на яких обирались президент і віце-президент республіки, а також сенат і палата представників Національного конгресу. Основна боротьба розгорталась між Ернаном Сілесом, Віктором Пасом та Гуго Бансером, які спирались, в основному, на власні партії.
Оскільки жоден кандидат не зміг набрати необхідної за конституцією абсолютної більшості голосів (50 % плюс 1 голос), право обрання президента перейшло до Національного конгресу. В серпні, після трьох турів голосування в Конгресі жоден з трьох кандидатів (Сілес, Пас і Бансер) не отримали необхідної кількості голосів. 6 серпня тимчасовим президентом терміном на один рік був обраний голова Сенату Вальтер Гевара, якому Давид Паділья передав владу 8 серпня 1979 року.

### Після виходу з влади
Отримавши 13 серпня, після виходу з президентського палацу, пост головнокомандувача армією в чині генерал-майора, Давид Паділья не втручався у діяльність цивільної влади. Він мав велику повагу як президент, що повернув країну до демократії та неухильно додержувався конституції. Він засудив переворот 1 листопада 1979 року, якому не зміг протистояти й був усунутий з посту та заарештований за наказом нового президента полковника Альберто Натуша. Після звільнення Давид Паділья вже не повернувся до керівництва збройними силами. Після відставки з армії вів приватне життя, проте зрідка робив політичні заяви на захист демократичного порядку, 1980 року видав книгу мемуарів. Того ж року критикував військовий переворот 17 липня та перебував в опозиції до подальших військових режимів. Нині проживає у Ла-Пасі.

## Твори
- Padilla Arancibia, David. El presidente David Padilla responde al periodismo. / La Paz [Bolivia]: S.G.I., Secretaría General de Informaciones de la Presidencia de la República, 27.12. 1978.
- Padilla Arancibia, David. Mensaje presidencial en el centenario del litoral cautivo / La Paz [Bolivia]: S.G.I., Secretaría General de Informaciones de la Presidencia de la República, 14.02.1979.
- Padilla Arancibia, David. Mensaje presidencial en el Día del Mar. / La Paz: Secretaría General de Informaciones de la Presidencia de la República, «Año del Litoral Cautivo.» Marzo de 1979.
- Padilla Arancibia, David Documentos. (Bolivia. Secretaría General de Informaciones) / La Paz: Secretaría General de Informaciones de la Presidencia de la Republica, 1978-
- Padilla Arancibia, David. Decisiones y recuerdos de un general / La Paz, 1980